# Amancio Ortega
Amancio Ortega Gaona (Busdongo de Arbas, 28 de março de 1936) é um empresário espanhol, presidente e fundador da Inditex, grupo de empresas proprietária de marcas como Zara, Massimo Dutti, Oysho etc.
Em 2012 a Revista Forbes classificou Ortega como a terceira pessoa mais rica do mundo, com 46,6 bilhões de dólares. Amancio Ortega não dá entrevistas e tem apenas uma única imagem sua autorizada. Nunca comparece a qualquer abertura de nenhuma das suas lojas.
Em 2015, a fortuna de Ortega foi avaliada em US$ 79,6 bilhões, o tornando pela primeira vez o homem mais rico do mundo e o homem mais Rico de Espanha. O empresário espanhol viu a sua fortuna disparar 32%, ou seja, 11,4 bilhões de dólares desde o início do ano de 2012.
Amancio Ortega se posicionou na sexta-feira, 23 de outubro de 2015, como o homem mais rico do mundo, segundo a lista da revista Forbes atualizada com o aumento da cotação da Inditex, grupo que controla a Zara e outras marcas de roupa, na Bolsa.
Em Agosto de 2017, tornou-se o homem mais rico do mundo ao ultrapassar Bill Gates, que doou cerca de $ 8000000,6 bilhões de dólares (R$ 14,5 bilhões) em ações da Microsoft.